# Brachiaria wittei
Brachiaria wittei är en gräsart som beskrevs av Robyns. Brachiaria wittei ingår i släktet Brachiaria och familjen gräs.
Artens utbredningsområde är Kongo-Kinshasa. Inga underarter finns listade i Catalogue of Life.